# Історія Індії
Вважається, що сучасні люди (в анатомічному сенсі) вперше мігрували на територію Індійського субконтиненту приблизно 73 000 — 55 000 років тому. Перехід від збиральництва до землеробства і скотарства почався в Південній Азії близько 7000 до н. е. Одомашнення пшениці і ячменю почалось на території сучасного Белуджистану, за яким швидко розпочалось одомашнення кіз, овець і великої рогатої худоби.
До 4500 до н. е. осіле життя стале більш широко поширене і в кінцевому підсумку перетворилося в цивілізацію долини Інду, ранню цивілізацію Стародавнього світу, сучасну з Давнім Єгиптом і Месопотамією. Ця цивілізація процвітала між 2500 до н. е. і 1900 до н. е. на території сучасного Пакистану і північно-західній Індії, і була відома своїм міським плануванням, будинками з обпаленої цегли, продуманим дренажем і водопостачанням.
На початку другого тисячоліття до н. е. зміна клімату, яка супроводжувалася постійною посухою, призвела до занепаду міських центрів цивілізації долини Інду. Населення міст розселяється в невеликих селах і на північному заході та змішується з індоарійських племенами, які переселилися в цей район в результаті кількох хвиль міграції, також викликаних наслідками цієї зміни клімату.
Ведичний період був відзначений написанням Вед, великих збірок гімнів деяких арійських племен, чия релігійна культура, завдяки синтезу з існуючими раніше релігійними культурами субконтиненту, породила індуїзм. Кастова система, яка створювала ієрархію священиків («брагманів»), воїнів («кшатріїв») і вільних селян («вайшіїв»), але виключала корінні народи, виникла пізніше в цей період. До кінця періоду, приблизно в шостому столітті до нашої ери, сталася друга урбанізація з консолідацією малих королівств (джанапад) у більші держави (магаджанапади). Ця оновлена урбанізація призвела до появи нових аскетичних рухів, у тому числі джайнізму і буддизму, які кинули виклик ортодоксальності ритуалів і породили нові релігійні концепції.

## Давня Індія
Історія людських поселень в Індії налічує понад 9500 років. Протягом тисячоліть в Індії склалась особлива цивілізація, у формуванні котрої взяли участь різні народи.

## Давні часи

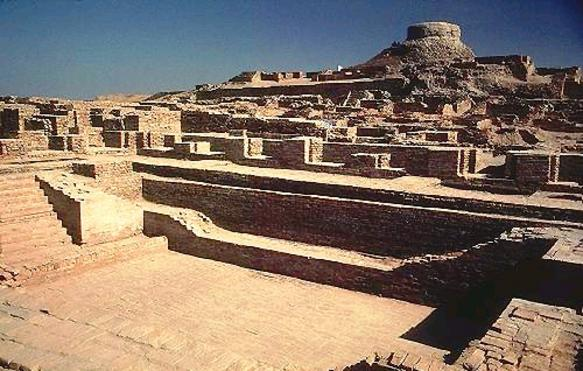
Мохенджо-Даро

Люди, які займалися рибальством і полюванням, жили на території Індії у IV тисячолітті до н. е. Перша цивілізація (індська, також названа протоіндською або хараппською) розвинулася в долині Інду в середині III тисячоліття до н. е. і проіснувала близько тисячі років. Сліди цієї древньоіндійської цивілізації знайдені на півострові Катхіявар у Гуджараті, а в 1922 археологи виявили залишки поселень бронзової доби: Хараппи (у Пенджабі) і Мохенджо-Даро (у Сінді).
В середині II тисячоліття до н. е. у Північну Індію з Центральної Азії через басейн Інду прийшли арії, які у VII—VI століттях до н. е. заснували в долині Гангу свої держави.
У V ст. до н. е. у долині Гангу було кілька дрібних держав, які ворогували між собою.
У IV ст. до н. е. на північний захід Індії прийшли війська Александра Македонського, успішно подолавши опір племен, які жили в долині Інду. Однак в долині Гангу ситуація до того часу змінилася. Царі держави Магадха об'єднали дрібні держави в одну сильну і відбили греко-македонський напад. Незабаром владу у Магадха захопив Чандрагупта з роду Маур'їв, а за його онука Ашоки (III ст. до н. е.) царі Магадхи правили вже майже всією Індією (крім самого півдня Індостану), і їхню державу називають імперією Маур'їв. Могутня держава Маур'їв розпалася на початку II ст. до н. е. і почала зазнавати нападів скіфів, греків тощо.
У I ст. н. е. у Північно-Західній Індії виникає величезна імперія Кушан, яка досягла найбільшої могутності у II—III ст. н. е., коли до її складу входили Афганістан, Центральна Азія та індійські території до річки Нарбада. У IV ст. н. е. держава Магадха знову об'єднала Північну Індію, за ім'ям правлячої династії її називають імперією Гуптів. У цей період завершено архітектурний трактат «Манасара».
У плануванні міст чітко відбивається кастовий розподіл. У V ст. н. е. в Індії була високо розвинута наука. Цифри (і позиційна система користування ними), якими ми користуємося і називаємо арабськими, запозичені у арабів, але самі араби перейняли їх у індійців. Головний винахід давньоіндійських математиків — введення в цифрову систему нуля.
Древні індійські племена розмовляли різними мовами, але всі освічені люди знали єдину літературну мову — санскрит, який відігравав в Індії таку ж об'єднуючу роль, як латина у середньовічній Європі. На санскриті писали художні і релігійні праці, закони і наукові твори. Граматика санскриту, складена індійським вченим у V ст. до н. е., — найдавніша граматика на землі. Поет і драматург V ст. н. е. Калідаса відіграв таку ж роль в індійській літературі, як Гомер і Шекспір у європейській. Вторгнення ефталітських племен з північного заходу у V ст. н. е. призвело до занепаду імперії. На території плоскогір'я Декан одне за одним виникали і розпадалися царства Сатаваханів, Вакатаків і Паллавів, на півдні в перші століття нашої ери могутньою була держава Чера.

## Середньовіччя

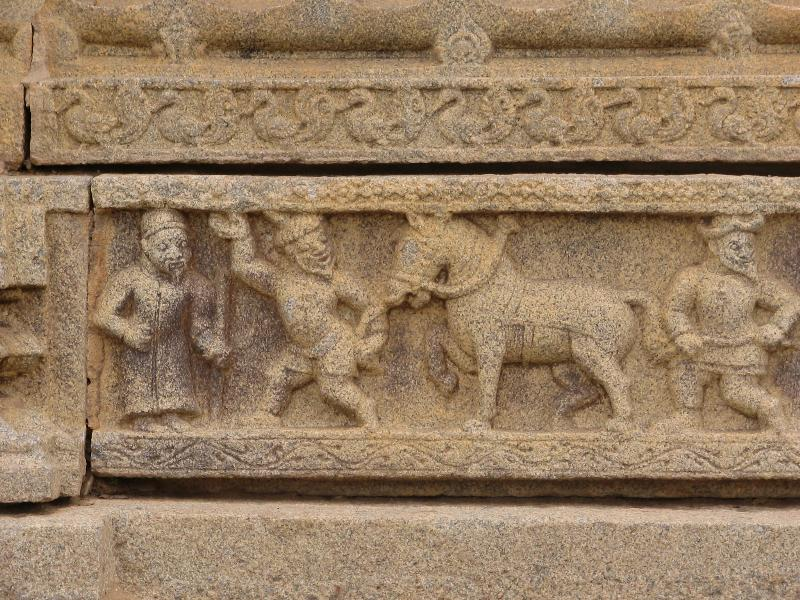
у храмі Віттала у Віджайянагарі (сьогодні Хампі, штат Карнатака)

Період індійського середньовіччя тривав понад тисячу років (з VII по XVIII ст.) і поділявся на два етапи: утворення та розпад невеликих відособлених феодальних князівств; а потім — виникнення централізованої держави — Делійського султанату (XIII—XIV ст.). Другий етап завершує імперія Великих Моголів XVI—XVIII ст. З початку XI ст. Індія зазнає вторгнення мусульман. Роздроблені князівства не могли чинити серйозного опору, і до початку XIII ст. у Північній Індії сформувався Делійський султанат з верховною владою мусульманських феодалів, що розширився за рахунок територій Східної і Південної Індії. В кінці XIV ст. від султанату відокремилися Бенгалія і князівства Декана, а після спустошливого нашестя Тимура султанат розпався.
На початку XV ст. у Південній Індії сформувалася імперія Віджайянагар, яка існувала з 1336 по 1565 р. На руїнах Делійського султанату на початку XVI ст. виникає держава Великих Моголів, заснована Захируддіном Мухаммедом Бабуром, а під час його наступників, особливо при Акбарі (1506—1605), вона охопила весь півострів Індостан. Імперія Моголів слабшала, і в 1739 р. правитель Ірану Надір-шах зайняв Делі.

## Новий час
Перші європейці (португальці) з'явилися поблизу берегів Індії наприкінці XV ст. В 1498 році португальська експедиція на чолі з Васко да Гама відкрила морський шлях до Індії з Європи. Незабаром португальці захопили Гоа, Калікут, Діу та інші території на малабарському узбережжі. В XVII ст. прийшли голландці, французи та англійці. В цей час у Західній Європі у різних країнах були створені Ост-Індійські кампанії, які боролися за колонізацію Індії. До XVIII ст. наймогутнішими стали французька Ост-Індійська компанія, що виникла у 1664 р., та Британська Ост-Індійська компанія, заснована на початку XVII ст.

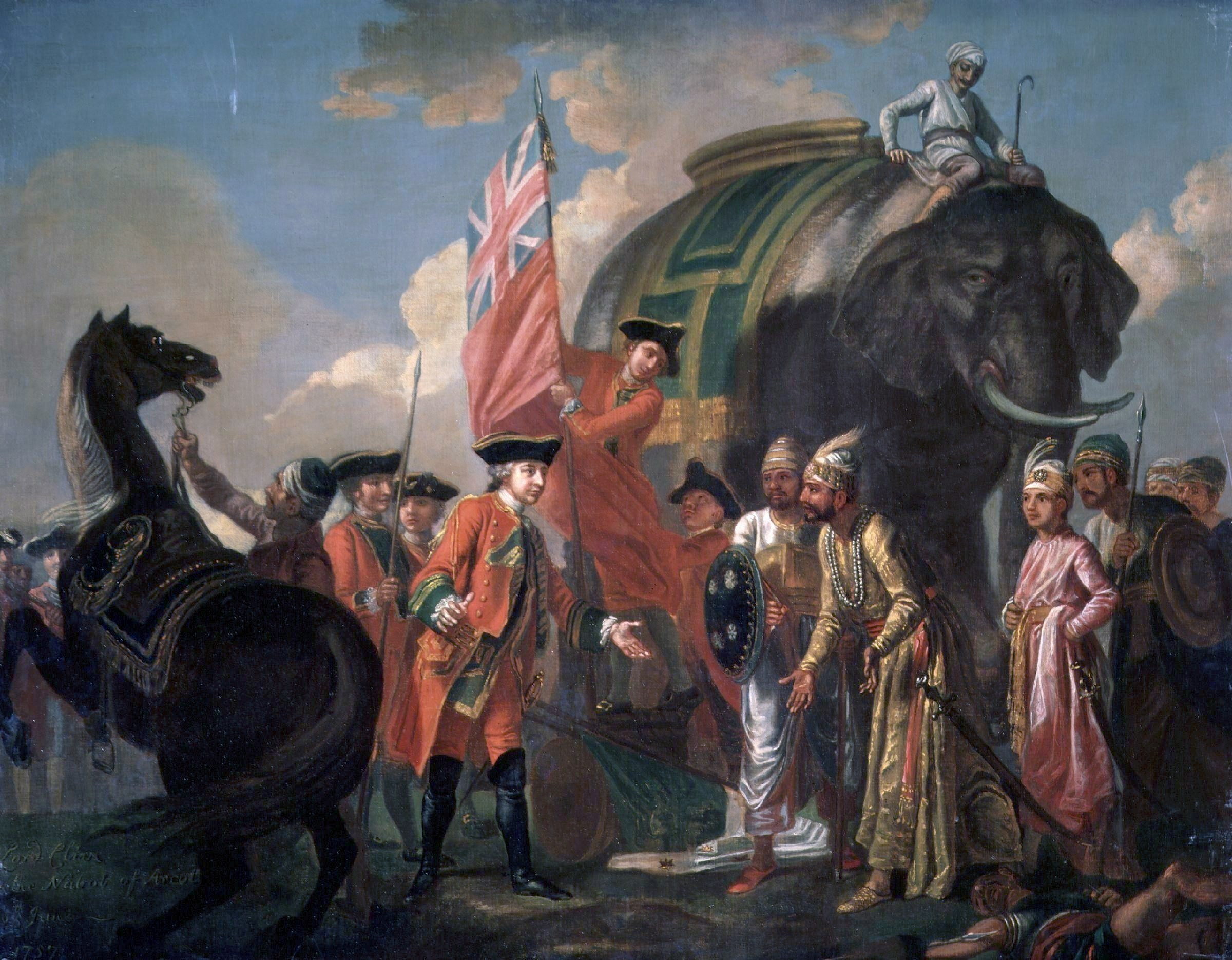
Роберт Клайв, перший губернатор Бенгалії

Маратхська конфедерація в 1738 р.

У 1757 р. англійці захопили Бенгалію. Внаслідок зіткнення економічних інтересів почалася Семирічна війна, що закінчилася у 1763 р. перемогою Англії і втратою Францією майже всіх індійських володінь. Найтривалішим і найбільш наполегливим із збройних виступів було повстання сипаїв 1857 р., яке самі індійці називають війною за незалежність.
Під час повстання сипаїв 1858 року англійський парламент прийняв закон про ліквідацію Ост-Індійської компанії. Індія ставала складовою частиною Британської імперії, а королева Вікторія була проголошена імператрицею Індії. Керувати країною повинен був генерал-губернатор, що згодом отримав офіційний титул віце-короля. Його діяльність, як і всієї адміністрації Британської Індії, контролювалась відповідальним перед парламентом міністерством у справах Індії.
Військова реформа призвела до розформування сипайських полків і суттєвого збільшення чисельності англійців в армії. Зросла роль армійських найманців. При цьому британський уряд зобов'язувався поважати традиційну індійську варно-кастову систему.
У 1861 році парламент прийняв закон про організацію законодавчих Індійських рад при генерал-губернаторі та губернаторах провінцій. Була проведена судова реформа за англійським зразком. Право брати участь у виборах отримувало 1 % населення.
У 1857 році було відкрито університети в Колката, Мадрасі та Мумбаї з викладанням англійською мовою, що мало б забезпечити підготовку про англійських кадрів колоніальної адміністрації із самих індійців. Нормою ставало використання англійської мови як офіційної. Книги та періодика публікувались виключно англійською. Активне проникнення елементів британської політичної культури сприяло проникненню в Індію європейських ідей та ідеалів.
Розвиток капіталізму у другій половині XIX ст. привів до формування робітничого класу, а тяжкі умови праці — до страйків. Наприкінці XIX ст. у національному русі сформувалися два напрямки: ліберальний, який не закликав до повалення колоніального режиму, і лівий радикальний, що вимагав ліквідації феодального та колоніального гніту.
У 1885 р. була створена загальноіндійська партія — Індійський національний конгрес. На початку XX ст. в Індії почався рух бойкоту англійських товарів — свадеші. У Бомбеї було проведено політичний страйк, створювалися робочі профспілки, які об'єдналися у Всеіндійський конгрес профспілок. У 20-х роках почався сатьяграхі — рух громадянської непокори під керівництвом Ганді. Адвокат Махатма Ганді повернувся в Індію з Південної Африки і присвятив своє життя боротьбі з дискримінацією корінного населення і за незалежність країни, особливо після розстрілу в Амрітсарі неозброєних демонстрантів. Головною заслугою Ганді є залучення до боротьби за незалежність селян.

## XX століття

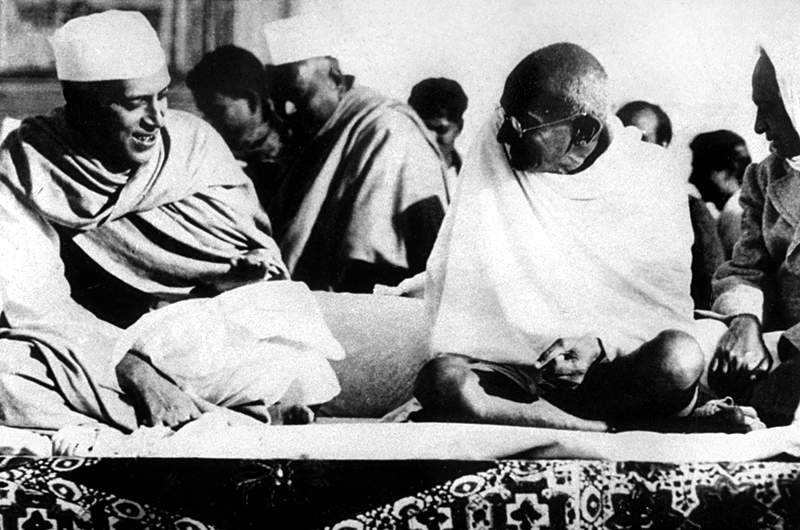
Ганді і Неру (1937)

Поділ Індії в 1947 р.

Індія в 1961

Під натиском визвольного руху британський уряд видав у 1935 р. новий Акт про державний лад Індії, що передбачав створення законодавчого (а де-факто — дорадчого) органу і надання виборчих прав верхівці індійського суспільства. Цей закон лише сприяв розпалюванню міжнаціональної і міжкастової ворожнечі. Під час Другої світової війни і відразу після її закінчення визвольний рух перекинувся на індійську армію і військово-морський флот, і Англії довелося піти з Індії. 15 серпня 1947 р. було оголошено про створення незалежного Індійського Союзу на чолі з прем'єр-міністром Джавахарлалом Неру, а території, на яких домінувало мусульманське населення, утворили мусульманську державу Пакистан. Розподіл супроводжувався міжрелігійними сутичками і масовим залишенням мусульманами територій, що залишилися в Індії. Напруження між двома державами призвело до трьох війн та декількох прикордонних конфліктів впродовж другої половини XX століття. Проблема прикордонного Кашміру і досі залишається невирішеною. 30 січня 1948 р. Ганді вбитий фанатиком-індуїстом.
У 1956 р. в результаті роботи уряду Джавахарлала Неру з розвитку економіки та інтеграції до Індійського Союзу приєдналося понад 550 князівств. 26 січня 1950 р. Індію проголосили республікою і ухвалили нову Конституцію. Адміністративна реформа 1953 р. передбачала створення штатів за національно-мовним принципом. Уряд Неру почав проводити політику неприєднання. Майже двадцять років промисловість і сільське господарство країни неухильно розвивалися, але в 70-х роках економічне становище Індії погіршилося. Уряд Національного конгресу, який прийшов до влади у 1975 р. і зважився на надзвичайні заходи, становища не поліпшив, як і партія Джаната (Народна), що перемогла у 1977 р.
У 1980 р. переконливу перемогу на виборах здобула партія Індійський національний конгрес на чолі з Індірою Ганді. Протягом наступних кількох років уряд Індіри Ганді намагався, щоправда безуспішно, боротися з хвилюваннями у різних регіонах країни, корупцією, кастовим поділом. У 1984 р. після рішення Індіри Ганді направити індійські війська на придушення сикхських радикалів, які зайняли Золотий храм в Амрітсарі, вона була вбита двома своїми тілоохоронцями-сикхами. Радикали вимагали відділення сикхського штату від Індії і проголошення його незалежною державою Халістан.
Після вбивства Індіри Ганді у політичну боротьбу включився її молодший син Раджив, пілот компанії «Індійські авіалінії», який після загибелі старшого брата в авіакатастрофі став політичним спадкоємцем матері. Раджив Ганді отримав велику підтримку.
За Раджива Ганді, який проводив нову результативну політику, в Індію потекли іноземні інвестиції, почали використовуватися нові технології, створювалися нові галузі промисловості. На виборах у листопаді 1989 р. Радживу Ганді не вдалося сформувати однопартійний уряд Національного конгресу. Був сформований коаліційний уряд Національного фронту, до складу якого увійшла також фундаменталістська партія Хінду. Уряд протримався зовсім недовго, і почалася нова виборча кампанія. Під час передвиборчого туру Раджива Ганді по Тамілнаду багато його помічників і випадкових людей, які виявилися поруч, загинули внаслідок вибуху бомби. Партію Індійський національний конгрес очолив і привів до перемоги на виборах 70-річний Нарасімха Рао, який став прем'єр-міністром.
Нарасімха Рао відразу взяв курс на реалістичнішу і прагматичнішу політику.
ІНК прагне створення єдиної індійської нації з рівними правами й можливостями для всіх племен і народів. їм протистоять ультраправі «патріоти», які домагаються надання індуїстам центрального місця в суспільстві. Вони спираються на підтримку найбіднішої й найнеосвіченішої частини населення, яка в Індії нараховує сотні мільйонів чоловік.